# Musculus tarsus superior

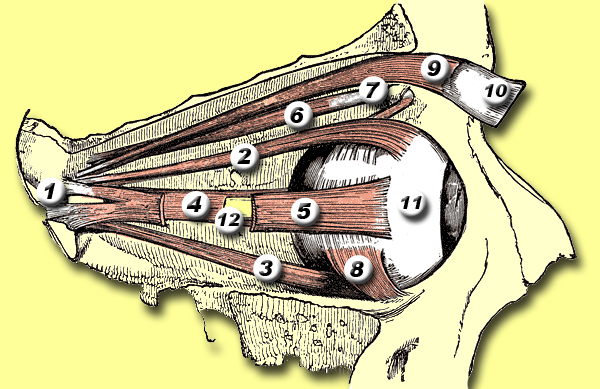
A szem izmai (a 10-essel jelölt rész)

A musculus tarsus superior egy apró izom az ember szemüregében (orbita)

## Eredés, tapadás, elhelyezkedés
A musculus levator palpebrae superioris-ról ered és a tarsus-on tapad.

## Funkció
A musculus levator palpebrae superioris-szal együtt működve emelik a szemhéjat.

## Beidegzés, vérellátás
A szimpatikus idegrendszerből származó szálak idegzik be, amik a ganglion cervicale superius származnak. Az arteria palpebrales superior lateralis és az arteria palpebrales superior medialis látják el vérrel.